# La Voulte-sur-Rhône
La Voulte-sur-Rhône ist eine französische Gemeinde mit 4762 Einwohnern (Stand 1. Januar 2022) im Département Ardèche in der Region Auvergne-Rhône-Alpes. Sie gehört zum Arrondissement Privas und zum Kanton Rhône-Eyrieux.

## Geographie
Die Gemeinde La Voulte-sur-Rhône liegt im französischen Rhonetal, am rechten, westlichen Ufer der Rhone. Der Ort befindet sich 19 Kilometer südlich von Valence, 20 Kilometer östlich von Privas und 32 Kilometer nördlich von Montélimar.
Im Bereich von La Voulte bilden die Altarme der Rhone die Grenze der Départements Ardèche und Drôme. Daher befindet sich ein Teil des Gemeindegebiets jenseits des begradigten Flusses.
Nachbargemeinden sind im Norden Beauchastel, im Nordosten Étoile-sur-Rhône, im Osten Livron-sur-Drôme, im Südosten Loriol-sur-Drôme, im Süden Le Pouzin, im Südwesten Rompon, im Westen Saint-Cierge-la-Serre und im Nordwesten Saint-Laurent-du-Pape.

## Geschichte
Der Bischof von Viviers schenkte dem Prior von Rompon im Jahr 1112 die alte Kapelle von La Voulte. Der römisch-deutsche König Konrad III. gestattete 1151 Silvion de Clérieux, in La Voulte Wegezoll zu erheben. Vom 11. bis zum 14. Jahrhundert herrschten nacheinander die Familien Clérieux, Fay, Poitiers-Valentinois, Anduze, Lévis-Ventadour und Rohan–Soubise über den Ort.
Im 14. Jahrhundert wurde durch die Familie Bermond d’Anduze mit dem Bau der Burg begonnen, die über dem Ort gelegen das Tal dominiert. Fertiggestellt wurde der Bau Ende des 17. Jahrhunderts. Im August 1944 wurde die Burg durch ein Feuer teilweise zerstört.

### Bevölkerungsentwicklung
| Jahr                       | 1962 | 1968 | 1975 | 1982 | 1990 | 1999 | 2009 | 2017 |
| Einwohner                  | 5537 | 5978 | 5892 | 5297 | 5116 | 5168 | 5041 | 4987 |
| Quellen: Cassini und INSEE |      |      |      |      |      |      |      |      |

## Verkehr

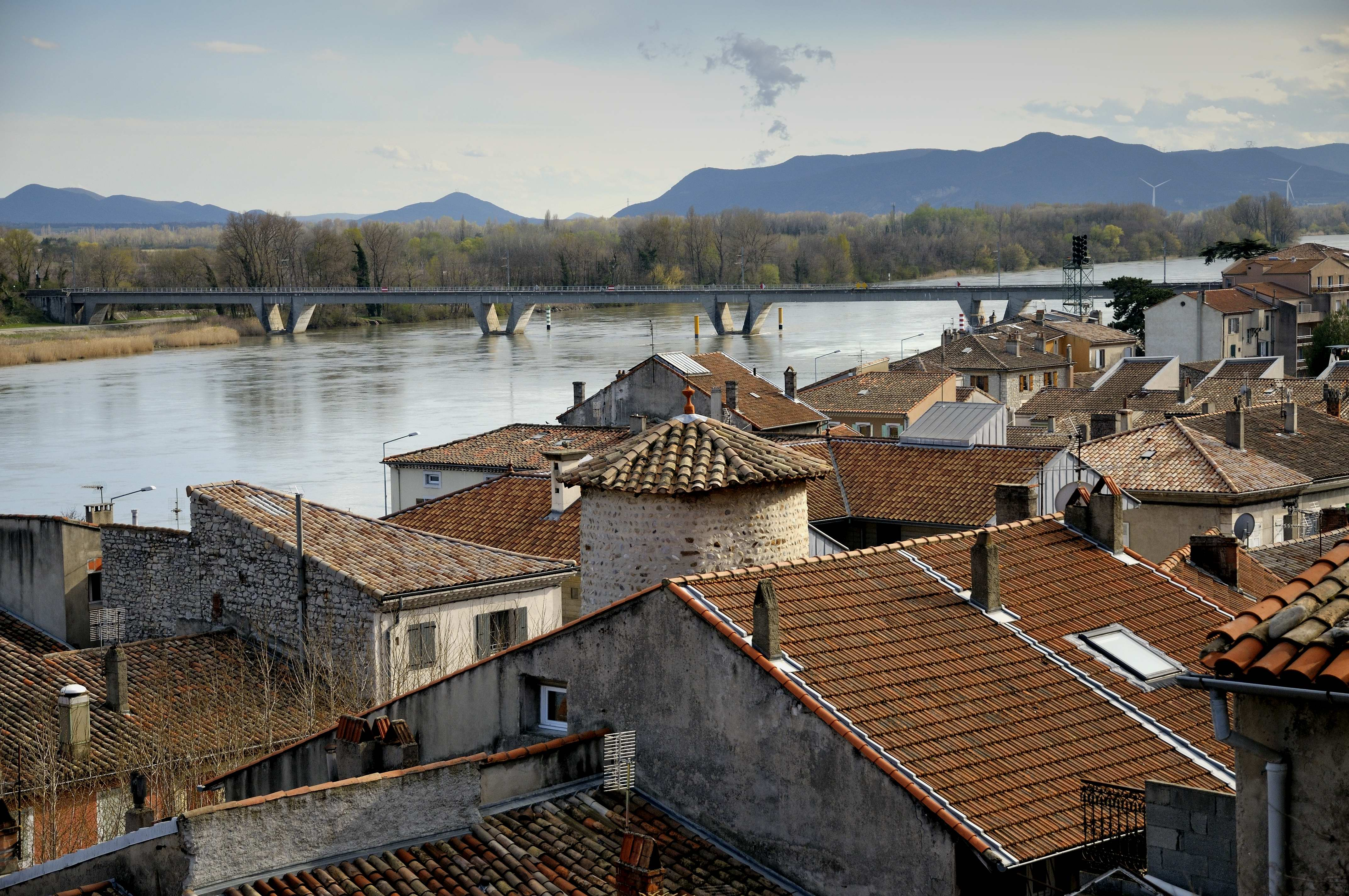
Blick über den Ort auf die Eisenbahn-Spannbetonbrücke

La Voulte hat einen Bahnhof an der Bahnstrecke Givors-Canal–Grezan. Dieser Abschnitt der Verbindung Lyon–Nîmes wird im Personenverkehr nicht mehr bedient. Südlich des Ortes zweigt eine Querverbindung nach Livron-sur-Drôme zur Bahnstrecke Paris–Marseille ab, die eingleisig auf der zwischen 1952 und 1955 erbauten Eisenbahnbrücke La Voulte, der ersten französischen Eisenbahn-Spannbetonbrücke, die Rhone überquert. Der etwa sechs Kilometer entfernte Bahnhof Livron ist der nächstgelegene Personenbahnhof.
Seit 1893 begann im Bahnhof La Voulte die meterspurige Bahnstrecke La Voulte-sur-Rhône–Dunières, die durch das Tal des Eyrieux nach Le Cheylard führte. Diese Schmalspurbahn wurde am 1. November 1968 stillgelegt.
Hauptverkehrsachse ist die Departementsstraße 86 (frühere Route nationale 86), von der die auf einer Hängebrücke über die Rhone führende D 86F in Richtung Livron-sur-Drôme abzweigt. In etwa neun Kilometer Entfernung befindet sich bei Loriol-sur-Drôme eine Autobahnanschlussstelle der Autoroute A7 („Autoroute du Soleil“).

## Sehenswürdigkeiten
- oberhalb der Altstadt gelegene Burg aus dem 14. Jahrhundert
- Kapelle Chapelle des Princes
- Zierbrunnen Fontaine Giroud
- unter Denkmalschutz stehendes Eisenwerk mit vier Hochöfen
- Hängebrücke über die Rhône, erbaut 1889–1891
- erste Eisenbahn-Spannbetonbrücke Frankreichs

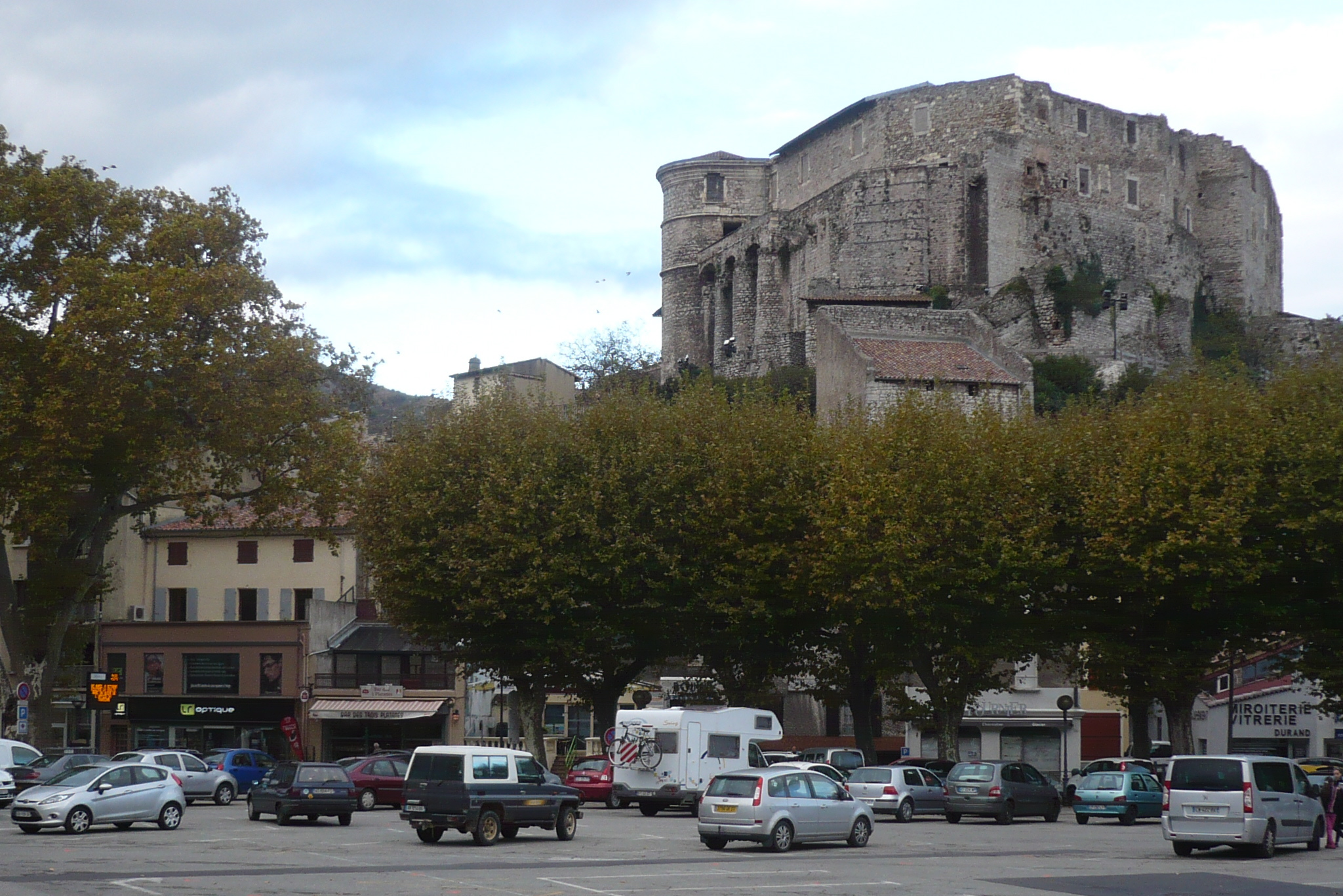
Die Burg oberhalb der Altstadt
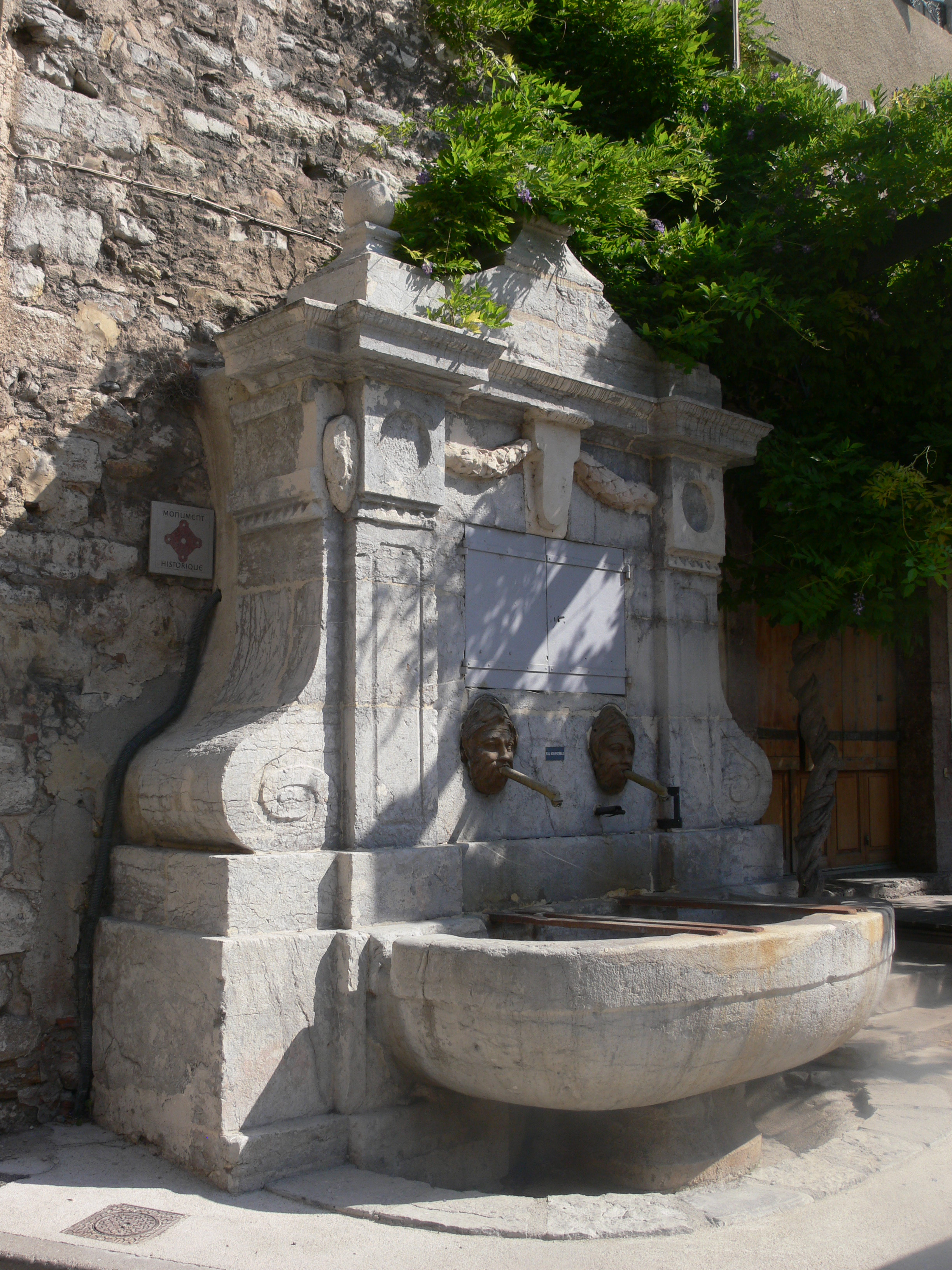
Fontaine Giroud
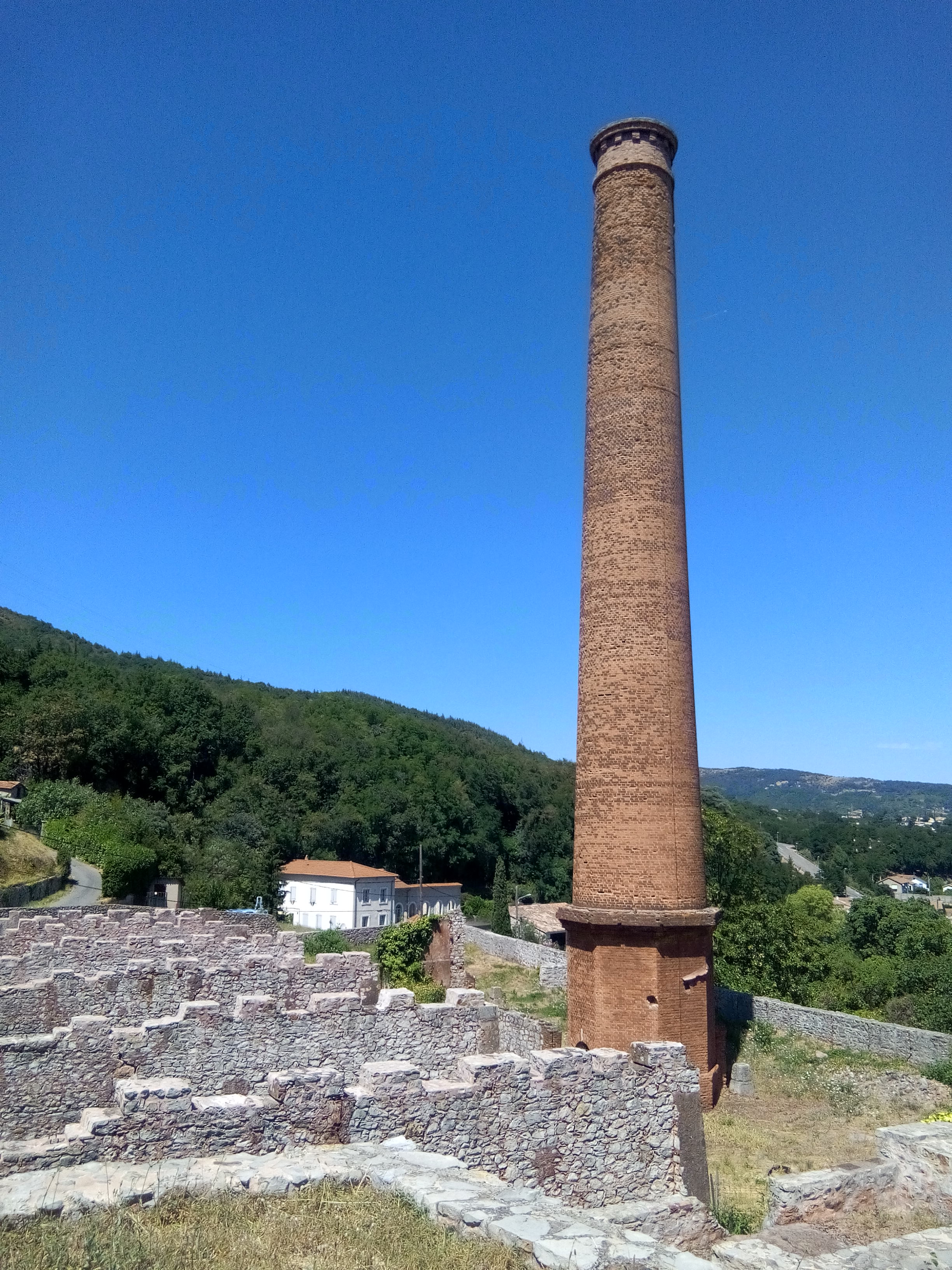
Eisenwerk
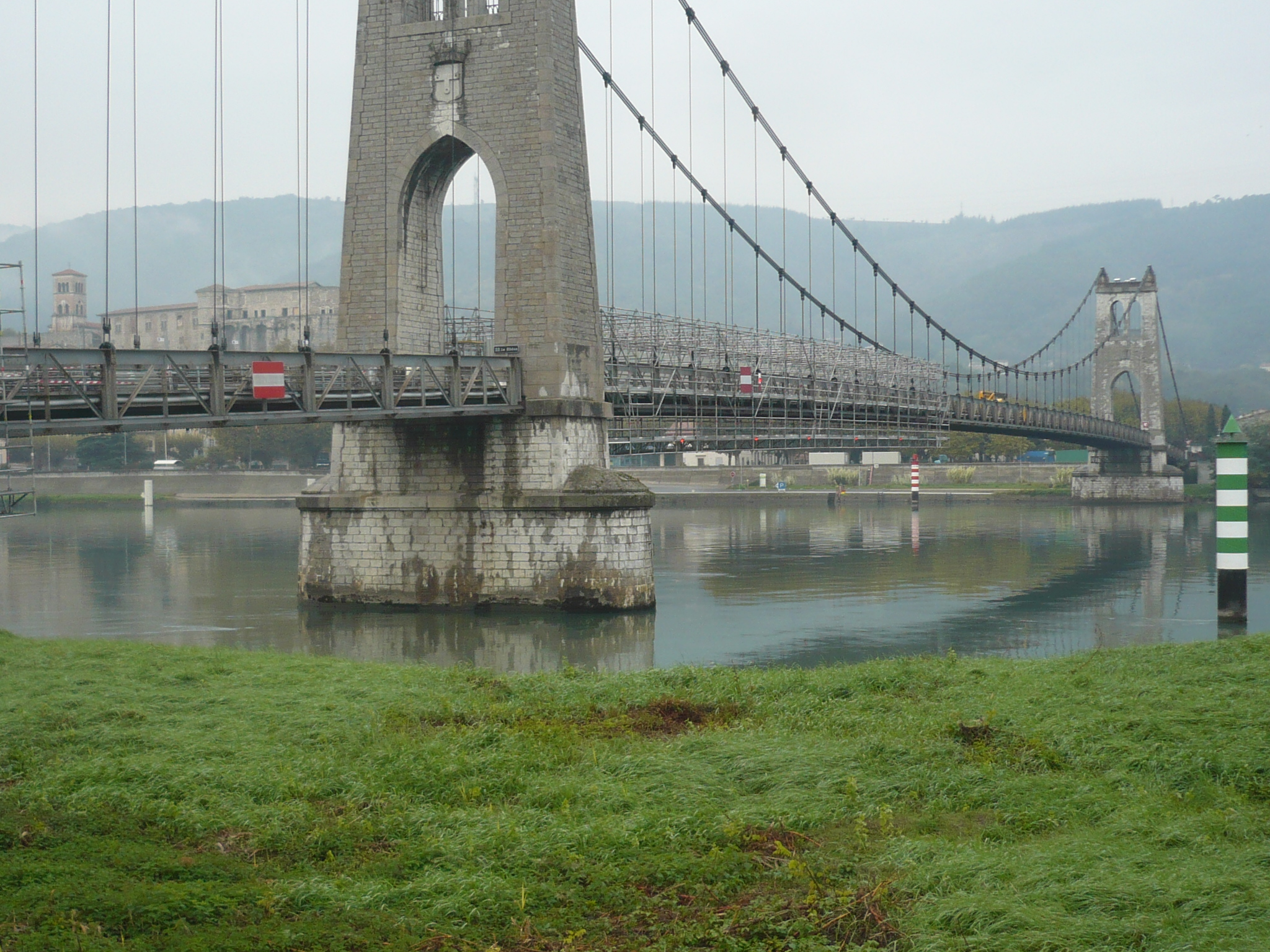
Hängebrücke